# Verwaltungsgemeinschaft Großröhrsdorf
Verwaltungsgemeinschaft Großröhrsdorf was een verwaltungsgemeinschaft in de Landkreis Bautzen in de deelstaat Saksen. De Bundesautobahn 4 loopt door het gebied, dat deels uit landbouwgebied bestaat, en deels uit bosgebied.
Op 1 januari 2017 hield het verwaltungsgemeinschaft op te bestaan, omdat het door een herindeling met Bretnig-Hauswalde opging in Großröhrsdorf.

## Gemeenten met Ortsteilen
- Großröhrsdorf, met de ortsteilen Großröhrsdorf en Kleinröhrsdorf
- Bretnig-Hauswalde met de ortsteilen Bretnig en Hauswalde

1. ↑  (de)  Bevölkerung des Freistaates Sachsen nach Gemeinden am 31. Dezember 2020